# Moors

Bevölkerungsanteil der Moors in Sri Lanka nach der Volkszählung 2012

Die Moors [ˈmuːrs] oder srilankischen Mauren sind eine Bevölkerungsgruppe in Sri Lanka. Sie sind sunnitische Muslime der schāfiʿitischen Rechtsschule und sprechen Tamil als Muttersprache. Die 1,9 Millionen Moors stellen 9,2 Prozent der Bevölkerung Sri Lankas (Stand 2012). Damit sind sie nach den Singhalesen und den Sri-Lanka-Tamilen die drittgrößte ethnische Gruppe der Insel. Anders als die tamilischsprachigen Muslime in Indien (Tamil Nadu) identifizieren sich die srilankischen Moors nicht als Tamilen, sondern als separate Ethnie (vgl. ethnische Muslime).

## Bezeichnung
Die Bezeichnung Moors („Mauren“) stammt von den Portugiesen, die während der Kolonialzeit alle Muslime in den von ihnen beherrschten Gebieten als „Mauren“ (mouros) bezeichneten. Auf Tamil werden die Moors traditionell mit dem Namen Sonagar (சோனகர் Cōṉakar) bezeichnet, der sich von der Bezeichnung „Ionier“ ableitet und allgemein für Menschen aus Westasien benutzt wurde. Heute bezeichnen sich die Moors in der Regel einfach als „Muslime“. Zwar stellen die tamilischsprachigen Muslime die große Mehrheit (über 90 Prozent) aller Muslime in Sri Lanka, doch existieren auch andere (indisch- und malaiischstämmige) muslimischen Gruppierungen. Der Begriff Moors eignet sich daher, speziell die tamilischsprachigen Muslime Sri Lankas zu bezeichnen.

## Demografie
Nach der Volkszählung 2012 leben in Sri Lanka knapp 1,9 Millionen Moors, was einem Anteil von 9,2 Prozent an der Gesamtbevölkerung entspricht. Am höchsten ist ihr Bevölkerungsanteil mit 37 Prozent in der Ostprovinz. Durch die kleinräumig segregierte Siedlungsstruktur der Ostküste dominieren sie hier in vielen Orten demografisch. Andere Gebiete mit einer starken Präsenz von Moors finden sich an der Westküste (Distrikte Puttalam und Mannar; Beruwala, Galle). Auch in den Städten Colombo und Kandy leben viele Moors. Kleinere Gruppen von Moors sind über die gesamte Insel verteilt.

## Soziologie
Im Gegensatz zu den Muslimen in manchen anderen Teilen Südasiens besitzen die Moors kein ausgeprägtes Kastensystem. Zwar gibt es einzelne endogame Gruppen wie die Elitegruppe der Prophetennachfahren (in Sri Lanka Maulana genannt) oder die erbliche Berufsgruppe der Barbiere, die zugleich als Beschneider tätig sind (Osta, von arabisch Ustād), doch stellen diese Sonderfälle innerhalb der muslimischen Gesellschaft dar. Im Allgemeinen ist die Gesellschaftsordnung der Moors daher egalitärer als die der Singhalesen und Tamilen.
Die Moors an der Ostküste (in einem Streifen, der südlich von Trincomalee beginnt und sich bis Pottuvil im Süden erstreckt) besitzen, wie auch die hier ansässigen Tamilen, ein besonderes matrilineares Verwandtschaftssystem. Damit gehören die Ostküsten-Moors zu den wenigen muslimischen Volksgruppen weltweit, die ihre Abstammung über die weibliche Linie definieren. Ähnliche Verwandtschaftssysteme finden sich jedoch bei den Mappila-Muslimen im indischen Bundesstaat Kerala und bei den muslimischen Minangkabau auf Sumatra.

## Ethnischer Konflikt

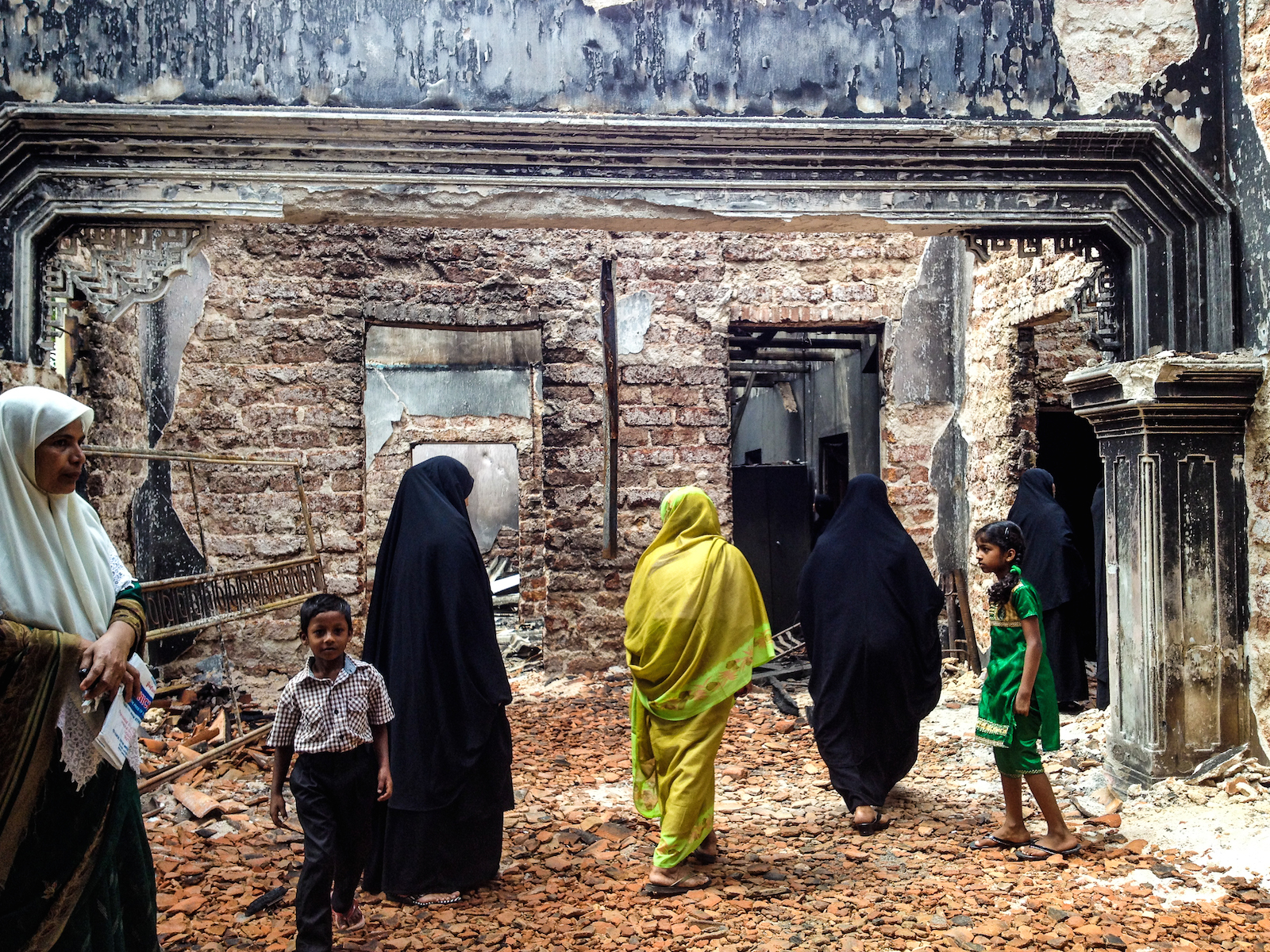
2014 bei den anti-muslimischen Unruhen in Aluthgama niedergebranntes Haus

Während des Bürgerkriegs in Sri Lanka (1983–2009) gerieten die Moors zwischen die Fronten zwischen der singhalesischen Bevölkerungsmehrheit und den tamilischen Separatisten. Sie litten insbesondere unter der Verfolgung durch die tamilische Rebellenorganisation LTTE. Im Juli/August 1990 verübten LTTE-Kämpfer in der Ostprovinz mehrere Massaker an muslimischen Zivilisten, bei denen bis zu 1000 Menschen getötet wurden. Im Oktober 1990 wurden praktisch alle Muslime durch die LTTE aus der Nordprovinz Sri Lankas vertrieben. Seit Ende des Bürgerkriegs haben wiederum radikale buddhistische Organisationen wie Bodu Bala Sena begonnen, eine antimuslimische Stimmung zu verbreiten. 2014 kam es im Südwesten der Insel zu gewalttätigen Auseinandersetzungen zwischen Buddhisten und Muslimen, ebenso 2018 in Kandy. Gleichzeitig radikalisierte sich ein Teil der srilankischen Muslime zusehends. Am Ostersonntag 2019 verübten einheimische Islamisten verheerende Bombenanschläge auf mehrere Kirchen und Luxushotels. In der Folge spitzten sich die Spannungen zwischen Muslimen und Nichtmuslimen weiter zu.